# Doněcká oblast

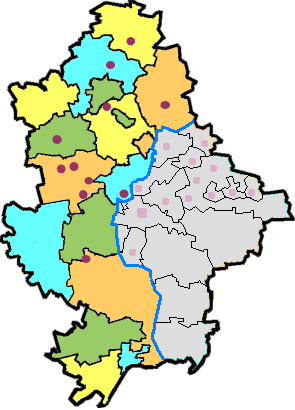
Mapa Doněcké oblasti s administrativním dělením v letech 2017–2020. Šedou barvou je vyznačeno území pod kontrolou DLR.

Doněcká oblast (ukrajinsky Донецька область / Donecka oblasť, též Донеччина / Doneččyna; rusky Донецкая область / Doněckaja oblasť) je samosprávnou jednotkou Ukrajiny. Rozkládá se na jihovýchodě země a zaujímá podstatnou část území Donbasu, na jihu má přístup k Azovskému moři. Se svými 4 059 000 obyvatel (2022) byla nejlidnatější oblastí Ukrajiny. Těží se zde uhlí a rudy kovů, je zde soustředěna metalurgie a těžký průmysl. Ze všech ukrajinských oblastí je Doněcká oblast nejvíce prorusky orientována;[zdroj?] většina obyvatel včetně etnických Ukrajinců hovoří rusky.
Poté, co proruští separatisté obsadili zdejší správní orgány, vyhlásili dne 7. dubna 2014 nezávislost Doněcké oblasti na Ukrajině. Do čela nově vyhlášené tzv. Doněcké lidové republiky postavili Doněckou lidovou radu a 11. května uspořádali referendum o vyhlášení samostatnosti, pro niž se vyslovilo 89 % voličů. Republika nebyla mezinárodně uznána a od jejího vyhlášení zde probíhají boje s ukrajinskou armádou. Separatisté kontrolovali pouze jihovýchodní část oblasti, která tvoří zhruba třetinu její rozlohy, ale zahrnuje velká města a žije zde více než polovina celkového obyvatelstva. Ukrajinské orgány v červnu 2014 dočasně přenesly sídlo oblasti z Doněcku do Mariupolu, v říjnu 2014 pak do Kramatorsku. Po ruské invazi na Ukrajinu z února 2022 kontrolují separatisté s ruskou armádou asi 60 % území Doněcké oblasti, přičemž v dubnu 2022 dobyla ruská vojska přístavní město Mariupol. Dne 30. září 2022 vyhlásil protiprávně Putin připojení Doněcké oblasti spolu s dalšími čtyřmi oblastmi Ukrajiny k Rusku na základě zinscenovaného referenda. Výsledky referend a jejich průběh byly mezinárodně zpochybněny a většinou států OSN neuznány.

## Historie
V době Ruského impéria, jež tato území získalo v 18. století ve válkách s Tureckem, spadala většina území oblasti pod Novoruskou a později Jekatěrinoslavskou gubernii, jihovýchodní část pak pod Oblast Donského vojska. Po vzniku Ukrajinské SSR zde vznikla Doněcká gubernie (1920–1925), v dalších několika letech se správní uspořádání překotně měnilo. 2. července 1932 byla založena Doněcká oblast se sídlem v Bachmutu (název oblasti byl původně utvořen od řeky Severní Doněc), už 17. července bylo však sídlo přemístěno do města Stalino, jak zněl tehdejší název Doněcku, a oblast tedy až do roku 1961 nesla název Stalinská oblast. V červnu 1938 z ní byla vyčleněna nově ustavená Vorošilovgradská oblast, což je název dnešní Luhanské oblasti. V letech 1941–1943 bylo území okupováno německou armádou.

## Oblastní symboly

### Vlajka
Vlajka Doněcké oblasti je tvořena listem o poměru stran 2:3 rozděleným na dvě pole. V horním modrém poli se nachází žluté, vycházející slunce s 12 paprsky, v dolním, černém pět seshora postupně se zmenšujících žlutých oválů, představující odlesk slunce.

## Obyvatelstvo
Nejvyšší počet obyvatel měla oblast v době zániku Sovětského svazu – 5 356 800 v roce 1993. Od té doby počet obyvatel poklesl na 4 841 000 při sčítání 2001 a na 4 059 400 (odhad 2022).
K 1. lednu 2022 žilo v oblasti cca 4 059 400 obyvatel. Toto číslo je však zapotřebí brát s rezervou, neboť zahrnuje i dočasně okupované území, kde získání statistických údajů je pochopitelně obtížné. Oblast se vyznačuje vysokou mírou urbanizace, jelikož žilo 3 693 500 lidí ve městech (takřka 90 %), zatímco 365,9 tisíc osob žilo na venkově.
V roce 2021 se na území kontrolované Ukrajinou narodilo 10 134 dětí, zemřelo však 45 574 lidí, což znamená pokles počtu obyvatel (počítáme-li jen přirozený pohyb) o 35 620 osob. Při přičtení migračního pohybu byl celkový úbytek obyvatel 40 908 obyvatel. Kojenecká úmrtnost činila v roce 2021 11,3 ‰.
Při posledním sčítání lidu v roce 2001 uvedlo 57 % obyvatel Ukrajinskou národnost a 38 % Ruskou. Jako rodný jazyk uvedlo 74,9 % obyvatel oblasti ruštinu, 24,1 % ukrajinštinu. Došlo tak k nárůstu podílu ruštiny oproti roku 1989 (67,7 % obyvatel).
| Rok                   | 1897  | 1939    | 1959  | 1979  | 1989    | 1993    | 2001    | 2010    | 2015    | 2018  | 2022    |
| --------------------- | ----- | ------- | ----- | ----- | ------- | ------- | ------- | ------- | ------- | ----- | ------- |
| Počet obyvatel (tis.) | 586,5 | 3 103,2 | 4 262 | 5 170 | 5 332,4 | 5 365,8 | 4 841,1 | 4 466,7 | 4 297,2 | 4 200 | 4 059,4 |

## Administrativní členění
Před rokem 2020 se oblast dělila na 18 rajónů a 28 měst oblastního významu s vlastními správními orgány. Po administrativní reformě z roku 2020 bylo ustaveno 8 velkých rajónů, z nichž 3 (Doněcký, Horlivský a Kalmiuský) se nacházejí na území kontrolovaném tzv. DLR a existují tak jen de iure.

## Města a obce
Trvalým hlavním městem oblasti je Doněck se skoro 1 milionem obyvatel. Další významné město je azovský přístav a ocelárenské centrum Mariupol, od června 2014 do října 2014 hlavní město oblasti. Od října 2014 je dočasným hlavním městem Kramatorsk. Celkem je v oblasti 52 měst, z nichž 28 mělo před rokem 2020 status města oblastního významu. Dále je zde 131 sídel městského typu a 875 obcí.
Následující tabulka podává přehled měst s více než 20 000 obyvateli a všech bývalých měst oblastního významu (tučně). Kurzívou jsou vyznačena města pod kontrolou tzv. Doněcké lidové republiky (stav k září 2022, tedy po ruské invazi na Ukrajinu). V závorce jsou uvedeny původní názvy měst pod kontrolou DLR přejmenovaných ukrajinskými úřady.
| Město                 | Ukrajinský název | Ruský název    | Počet obyvatel k 1. 1. 2022 |
| --------------------- | ---------------- | -------------- | --------------------------- |
| Doněck                | Донецьк          | Донецк         | 901 645                     |
| Mariupol              | Маріуполь        | Мариуполь      | 425 681                     |
| Makijivka             | Макіївка         | Макеевка       | 338 968                     |
| Horlivka              | Горлівка         | Горловка       | 239 828                     |
| Kramatorsk            | Краматорськ      | Краматорск     | 147 145                     |
| Slovjansk             | Слов'янськ       | Славянск       | 105 141                     |
| Jenakijeve            | Єнакієве         | Енакиево       | 76 673                      |
| Kosťantynivka         | Костянтинівка    | Константиновка | 67 350                      |
| Bachmut               | Бахмут           | Бахмут         | 71 094                      |
| Pokrovsk              | Покровськ        | Покровск       | 60 127                      |
| Čysťakove (Torez)     | Чистякове        | Чистяково      | 53 462                      |
| Družkivka             | Дружківка        | Дружковка      | 53 977                      |
| Charcyzk              | Харцизьк         | Харцызск       | 56 182                      |
| Šachtarsk             | Шахтарськ        | Шахтёрск       | 48 208                      |
| Snižne                | Сніжне           | Снежное        | 45 767                      |
| Myrnohrad             | Мирноград        | Мирноград      | 46 098                      |
| Toreck                | Торецьк          | Торецк         | 30 914                      |
| Jasynuvata            | Ясинувата        | Ясиноватая     | 34 144                      |
| Avdijivka             | Авдіївка         | Авдеевка       | 31 392                      |
| Dobropillja           | Добропілля       | Доброполье     | 28 170                      |
| Chrestivka (Kirovske) | Хрестівка        | Крестовка      | 27 370                      |
| Debalceve             | Дебальцеве       | Дебальцево     | 24 209                      |
| Lyman                 | Лиман            | Лиман          | 20 066                      |
| Selydove              | Селидове         | Селидово       | 21 521                      |
| Volnovacha            | Волноваха        | Волноваха      | 21 166                      |
| Dokučajivsk           | Докучаївськ      | Докучаевск     | 22 835                      |